# LORAN
LORAN staat voor LOng RAnge Navigation system. Het is een navigatiesysteem met een groot bereik en behoort evenals CONSOL, OMEGA en DECCA tot de hyperbolische navigatiesystemen. 
LORAN maakt gebruik van laagfrequente signalen op een draaggolf van 100 kHz.
Het bereik van het systeem is ongeveer 800 zeemijl voor signalen die zich parallel aan het aardoppervlak verplaatsen (de zogenoemde ground wave) en 2500 zeemijl voor signalen die reflecteren tegen de ionosfeer (de zogenoemde sky wave). Het systeem heeft een nauwkeurigheid van 40 tot 400 meter.

## Werking
Het systeem bestaat uit groepen zendstations: de zogenaamde ketens. Elke keten bestaat uit een master station en minimaal twee (secundaire) slave stations, veelal drie of meer. Ontvangers kunnen hun positie bepalen aan de hand van de tijdsverschillen tussen de ontvangen radiogolven van een secundair station en het master station. Het tijdsverschil levert hyperbolische positielijnen op (elke punt op een lijn heeft hetzelfde tijdsverschil). Het systeem wordt daarom ook wel een hyperbolisch systeem genoemd. 

LORAN op basis van twee stations
LORAN op basis van drie stations

Op de eerste afbeelding zijn de hyperbolische lijnen te zien tussen twee stations. Op de tweede afbeelding is het patroon te zien dat 3 stations leveren. Door middel van de intersecties van de lijnen is de positie te bepalen, net als bij GPS. Onnauwkeurigheden ontstaan op de plaatsen dicht bij het master station doordat daar een lijn vaker dan een keer kan worden gekruist door een andere lijn, waardoor 2 of nog meer mogelijke posities ontstaan. Dit is op te lossen door gebruik te maken van een vierde station.
De signalen die worden uitgezonden vanaf de secundaire stations worden gesynchroniseerd met het master station door gebruik te maken van een atoomklok of door gebruik te maken van het signaal van het master station. Het signaal van een secundair station wordt vertraagd ten opzichte van het master station uitgezonden met een vast tijdsverschil. Dit wordt gedaan zodat het signaal van het ene secundaire station niet het signaal van een ander station (binnen het dekkingsgebied) zal overlappen. 
Het principe van het systeem is zeer eenvoudig, echter om uit de tijdsverschillen een locatie af te leiden is een computer nodig die beschikt over de precieze locaties van de stations en het tijdstip van uitzenden van de secundaire stations ten opzichte van het master station. Om zo nauwkeurig mogelijk de positie te bepalen moet ook rekening gehouden worden met dag en nacht, weer en andere eigenschappen van de atmosfeer die de signalen kunnen beïnvloeden.

## Ontwikkeling van LORAN-C
LORAN-C is oorspronkelijk ontwikkeld als een Amerikaans militair systeem in de vijftiger jaren, afgeleid van het minder succesvolle LORAN-A. De VS hebben ongeveer 10 ketens, verspreid over de wereld, geplaatst. Het militair gebruik van LORAN-C verviel grotendeels door de introductie van GPS (1990-1993). Het beheer van de ketens is inmiddels overgenomen door derden, zodat het systeem tegenwoordig civiel in gebruik is. Doordat GPS ook civiel te gebruiken is heeft het LORAN systeem niet veel gebruikers meer.
Door de TU Delft is een op Loran-C gebaseerd DGPS-systeem (Differentiaal GPS) ontwikkeld met de naam Eurofix. Dit systeem is productieklaar en uitgetest, tezamen met CHAYKA, de Russische versie van LORAN-C.
Sedert 2005 bouwt Saoedi-Arabië aan het systeem Saudi Positioning System (SPS), dat gelijkenis vertoont met Eurofix.

## LORAN-A
De voorloper van LORAN-C was LORAN-A, ontwikkeld tijdens de Tweede Wereldoorlog op het Massachusetts Institute of Technology (MIT). Dit systeem maakte gebruik van een hogere frequentie en was minder nauwkeurig dan LORAN-C. Het bereik van LORAN-A lag rond de 600NM.

## E-LORAN
(Enhanced LOng RAnge Navigation), is een gemoderniseerde, sterk verbeterde versie van LORAN-C.
E-Loran is een laagfrequentiesysteem of LF-systeem dat gebruikmaakt van aardse basisstations om in alle weersomstandigheden gebruikers te voorzien van nauwkeurige positie-, navigatie-, timing- en data diensten. E-Loran voldoet ook aan een reeks internationale normen en opereert geheel onafhankelijk van de GPS, GLONASS, Galileo of eventueel toekomstige Global Navigation Satellite Systems (GNSS). 
Hoewel E-Loran minder nauwkeurig werkt dan het gps-systeem, is het systeem vrij nauwkeurig. Op gebied van beschikbaarheid, integriteit, continuïteit en de dekking die nodig is om 8 - 20 m HEA("Harbour Entrance Approach" ofwel de aanpak bij het binnenkomen van de haven)- prestatievereisten te bereiken, overtreft het E-Loran-systeem dat van het gps-systeem. E-Loran-ontvangers gebruiken signalen van alle zenders die binnen het bereik zijn. Het zijn dus niet alleen de signalen van één GRI (Group Repetition Interval), maar wel alle tijdssignalen en andere gegevens van maximum 40 stations die verwerkt worden. Dankzij deze verbetering wordt het systeem beschouwd als een geschikte vervanger van de gps. 

### Samenstelling
De kern van het E-Loran-systeem bestaat uit gemoderniseerde controlecenters, zendstations en toezichtstations. E-Loran-uitzendingen worden gesynchroniseerd met een herkenbare en gecertificeerde UTC, dus door een methode die geheel onafhankelijk van GNSS werkt. Hierdoor kunnen de ontvangers signalen van de twee systemen ontvangen.
- Zendstations

Alle E-Loran-zenders hebben een ongelimiteerde vermogen voorraad om te verzekeren dat het uitgezonden signaal niet onderbroken, noch verstoord wordt.
De controlesystemen passen voortdurend fasecorrecties toe.
Als een E-Loran zender buiten de tolerantiemarge valt, wordt het meteen uit de lucht gehaald. Zo voorkomt men dat de ontvangers zijn signalen verder gebruiken.
Het traditionele Loran-C blink toont aan dat een zendstation een test ondergaat en tijdelijk buiten gebruik is. 
- Controlecentra

De E-Loran-zendstations zijn onbemand. Er is voldoende personeel in de controleercentra om snel te reageren op storingen en de hoge continuïteits- en beschikbaarheidsvereisten te handhaven.
Onderhoudswerken zijn zorgvuldig gepland om de impact op de gebruikers te minimaliseren. 
- Toezichtstations

De toezichtstations verzekerden de integriteit van het systeem en geven real-time-informatie aan de controlecentra. Men waarschuwt de gebruikers onmiddellijk voor eventuele afwijkingen van het signaal. Bepaalde toezichtstations worden als referentiestations gebruikt om de datakanaalberichten te genereren. 
Geselecteerde toezichtstations zullen ook minsten één zeer nauwkeurige klok hebben voor de synchronisatie met UTC en het bepalen van eventuele tijdcorrecties voor de gebruikers.

### Werkingsprincipe
Het voornaamste verschil tussen E-Loran en een traditionele Loran-C is de toevoeging van een datakanaal op het uitgezonden signaal. 
Dit datakanaal brengt correcties, waarschuwingen en informatie in verband met de integriteit van het signaal aan de ontvanger over. Hierdoor voldoet E-Loran aan de strenge vereisten om schepen in slechte zichtbaarheid veilig binnen de havens te laten varen.

### E-Loran-signaal
De uitgezonden gegevens zullen niet altijd voor alle applicaties nodig zijn, maar moet minimum volgende gegevens omvatten:
- identiteit van het zendstation
- almanak van de verschillende toezichtstations
- absolute tijd gebaseerd op UTC
- compensatie tussen E-Loran-systeemtijd en UTC
- waarschuwingen over afwijkende radio-prorogaties (ruimtegolven)
- waarschuwingen over signaalstoringen, gericht op het maximaliseren van de integriteit van het systeem
- berichten die de gebruikers in staat stellen om de E-Loran-uitzendingen waar te nemen
- differentiële Loran-correcties, om de timing-nauwkeurigheid voor de maritieme gebruikers te maximaliseren
- differentiële GNSS-correcties